# Euch werd ich’s zeigen
Euch werd ich’s zeigen ist ein deutscher Jugendfilm der DEFA von Rolf Losansky aus dem Jahr 1972.

## Handlung
Der 13-jährige Bernd zieht mit seinen Eltern – einer Krankenschwester und einem Armeeangehörigen – von Rostock in die Kleinstadt Fichtenhainigen. Schnell schließt er Freundschaft mit seiner neuen Klassenkameradin Doris, was ihm jedoch auch den Spott seiner Mitschüler Schreier und Rolli einbringt. Doris’ Vater ist Trainer im örtlichen Judo-Verein und lädt Bernd zum Training ein. Er erweist sich als fähig und dürfte Mitglied werden. Seine Eltern unterzeichnen jedoch die dafür notwendige Einverständniserklärung nicht, hat Bernd in der Vergangenheit doch viele Ideen und Hobbys gehabt, die er nach kurzer Zeit wieder aufgegeben hat. Auch beim Judo glauben sie, dass es nur ein Strohfeuer sei.
Bernd geht weiterhin zum Training und wird bald festes Mitglied der Judomannschaft. Das Geld für seinen eigenen Judoanzug spart er und verdient es sich, indem er für die Frauen der Gegend früh Milch und Brötchen besorgt. In seine neue Klasse integriert er sich unter anderem während einer Klassenfahrt, die nach Rostock führt. Auch mit Schreier und Rolli freundet er sich an, verrät ihnen jedoch nicht sein Judointeresse. Es ist Doris, die beiden Bernds Freizeitbeschäftigung verrät. Beide werden daraufhin Mitglied im Team. Bernd gehört zu den besten der Mannschaft und steht vor seiner ersten Kyū-Prüfung, die ihm bei Bestehen den gelben Gürtel bringen würde. Dafür benötigt er jedoch auch die unterzeichnete Einverständniserklärung der Eltern. Bernd fälscht die Unterschrift seines Vaters. Bei der Prüfung besteht er und erhält den gelben Gürtel.
Einige Zeit später steht der erste Vergleichskampf seiner Mannschaft an, für den er nominiert wird. Die Veranstaltung geht über zwei Tage, sodass Bernd nun zwingend seine Eltern einweihen müsste. Sein Vater hat unterdessen von Kollegen erfahren, dass Bernd weiterhin Judo praktiziert. Er versucht, Bernd eine Brücke zu bauen, sodass er ihnen von seinem Training erzählt, doch sagt Bernd nichts. Unter einem Vorwand nimmt er am Wettkampf teil, versagt dort jedoch, als er während eines Kampfes seinen Vater im Publikum sitzen sieht. Der ist am Ende erfreut über das Können des Sohnes und sagt dem Trainer zu, die Einverständniserklärung nun zu unterzeichnen. Der Trainer entlässt Bernd vom Wettkampf, erkennt er doch erst jetzt, dass Bernd die Unterschrift gefälscht hat. Bernd wiederum macht seinen Eltern gegenüber reinen Tisch. Zwar hängt der Haussegen schief, doch lässt der Vater ihn selbst alles wieder einrenken und unterzeichnet am Ende die Einverständniserklärung. Erst nach einer Woche traut sich Bernd wieder zum Training. Der Trainer verzeiht ihm und Bernd kann nun endlich ohne Lügen und Verstellung trainieren.

## Produktion
Euch werd ich’s zeigen wurde ab 1971 unter dem Arbeitstitel Boxer unter anderem in Rostock gedreht. Er erlebte am 30. Juni 1972 im Luxor-Palast im damaligen Karl-Marx-Stadt seine Premiere. Er eröffnete dabei die II. Sommerfilmtage für Kinder. Am selben Tag lief er in den Kinos der DDR an. Am 20. August 1975 wurde er auf DFF 1 erstmals im Fernsehen der DDR gezeigt.
Der Hauptdarsteller des Films, Friedhelm Barck, war auch im wirklichen Leben im Judo-Sport aktiv. Er hatte bereits 1966 mit dem Judotraining begonnen; bei der Spartakiade 1970 gewann Barck in der Kinderklasse A eine Goldmedaille im Judo und gewann 1972 in Berlin für seinen Verein Dynamo Schwerin die Bronzemedaille der Judokas in der Klasse Jugend B. Barck promovierte und lehrt als Dozent an der Universität Rostock im Bereich „Theorie und Praxis sportlicher Bewegungen (Kampf- und Wassersport)“.

## Kritik
Horst Knietzsch schrieb im Neuen Deutschland, dass die DEFA mit Euch werd ich’s zeigen „ihre guten Traditionen in der Produktion von Kinderfilmen fort[setzt] und […] gleichzeitig eine neue künstlerische Qualität [erreicht], wie an der feinfühligen, die Individualität der einzelnen Gestalten nicht verdeckenden Darstellungs- und Inszenierungsweise abzulesen ist.“ Der Film halte „in seinen Konflikten den Prüfungen des Lebens stand“ und verkläre den sozialistischen Alltag nicht zu einer „harmonischen Idylle“. Auch Der Morgen lobte, dass der Film die Elternhäuser realistisch zeichne und die Eltern ohne didaktisch erhobenen Zeigefinger kritisiere, sodass der Film im „fröhlich-leichten Ablauf“ nicht gebremst werde. Regisseur und Drehbuchautoren zeigten „viel Verständnis für muntere Jungenmentalität, verzichteten auf den erhobenen Zeigefinger und haben statt dessen lieber das Verhalten der Erwachsenen etwas kritisch betrachtet“, schrieb die Neue Zeit, und stellte fest, dass den Film eine „frische Lebensechtheit aus[zeichnet], die nicht zuletzt dadurch herbeigeführt ist, daß die Regie es ausgezeichnet verstanden hat, die Kinderdarsteller sich sehr natürlich vor der Kamera bewegen zu lassen.“ Ehrentraud Novotny lobte in der Berliner Zeitung, dass der Sport im Film so einbezogen wurde, „daß er sowohl die Handlung als auch die Spannung und den Schauwert zu fördern imstande ist“ Eine Schwäche des Films sei jedoch, dass der Stoff nicht ausreichen poetisch durchdrungen wurde und so ein Ausgleich „zwischen sportlichem Eifer, Wettkampfgeist, Rivalität und Spannung“ fehle.
Andere Kritiker befanden, dass der Film zu einer „tänzelnden Oberflächlichkeit“ neige und aus heutiger Sicht „altväterlich-glättend und betulich…“ wirke. Der Film stelle Harmonie her, „wo eigentlich Revolte angebracht wäre“. Für den bundesdeutschen film-dienst war es ein „auf Harmonie statt Aufbegehren angelegter DEFA-Kinderfilm, der Konflikte in altväterlicher Art glättet und seine poetischen Nebenlinien – die Geschichte vom verkauften Lachen des Timm Thaler – nur ungenügend in die Handlung einbezieht“. Auch Frank-Burkhard Habel befand, dass der Film „trotz schöner poetischer Momente über viele Probleme leicht hinweg[ging]“ und daher oberflächlich blieb.

## Auszeichnungen
Auf der Jugendfilmwoche Erfurt erhielt der Film 1973 den Preis des Ministers für Kultur sowie den Preis der Kinderjury.